# Supernova

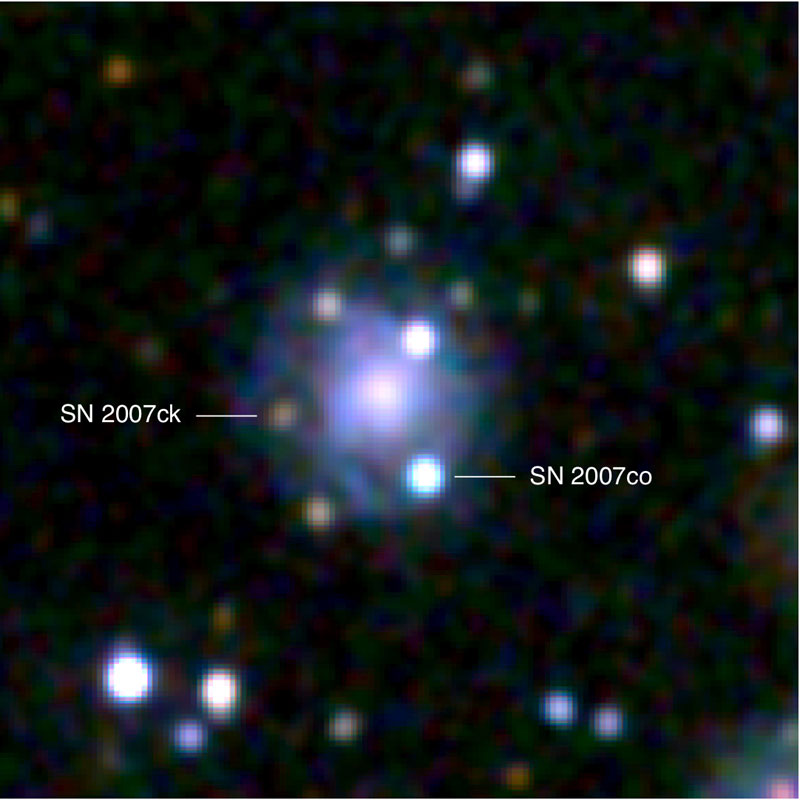
SN 2007ck e SN 2007co, due supernove nella stessa galassia.

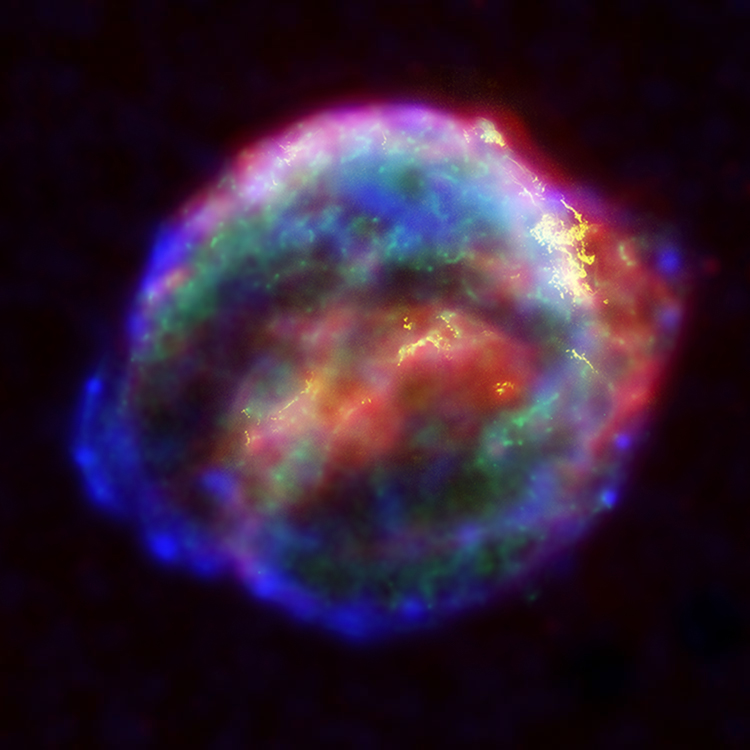
Una immagine del resto di supernova SN 1604. Essa sovrappone diverse immagini dell'oggetto a differenti lunghezze d'onda: raggi X, infrarosso, visibile.

Una supernova (plurale supernove, in latino supernovae; abbreviata come SN o SNe) è un'esplosione stellare più energetica di quella di una nova. Le supernove sono molto luminose e causano una emissione di radiazione che può per brevi periodi superare quella di una intera galassia.
Durante un intervallo di tempo che può andare da qualche settimana a qualche mese, una supernova emette tanta energia quanta è previsto che ne emetta il Sole durante la sua intera esistenza e, per una quindicina di secondi, raggiunge una temperatura di cento miliardi di Kelvin, ma perché ciò avvenga, la stella deve avere una massa almeno nove volte superiore a quella del nostro Sole. L'esplosione espelle la maggior parte o tutto il materiale che costituisce la stella a velocità che possono arrivare a 30 000 km/s (10% della velocità della luce), producendo un'onda d'urto che si diffonde nel mezzo interstellare. Ciò si traduce in una bolla di gas in espansione che viene chiamata resto di supernova.
Il termine nova, che significa "nuova" in latino, si riferisce a ciò che appare essere una nuova stella brillante nella volta celeste. Il prefisso "super-" distingue le supernove dalle nove ordinarie che sono molto meno luminose. La parola supernova fu utilizzata per la prima volta da Walter Baade e Fritz Zwicky nel 1931. Le supernove possono essere innescate in due modi: o tramite la riaccensione improvvisa dei processi di fusione nucleare in una stella degenere o tramite il collasso del nucleo di una stella massiccia.
Nonostante nessuna supernova sia stata osservata nella Via Lattea dopo SN 1604, i resti di supernova esistenti indicano che eventi di questo tipo occorrono mediamente circa tre volte ogni secolo nella nostra galassia. Essi giocano un ruolo significativo nell'arricchimento del mezzo interstellare di elementi chimici pesanti. Inoltre, la bolla di gas in espansione creata dall'esplosione può portare alla formazione di nuove stelle.

## Storia delle osservazioni

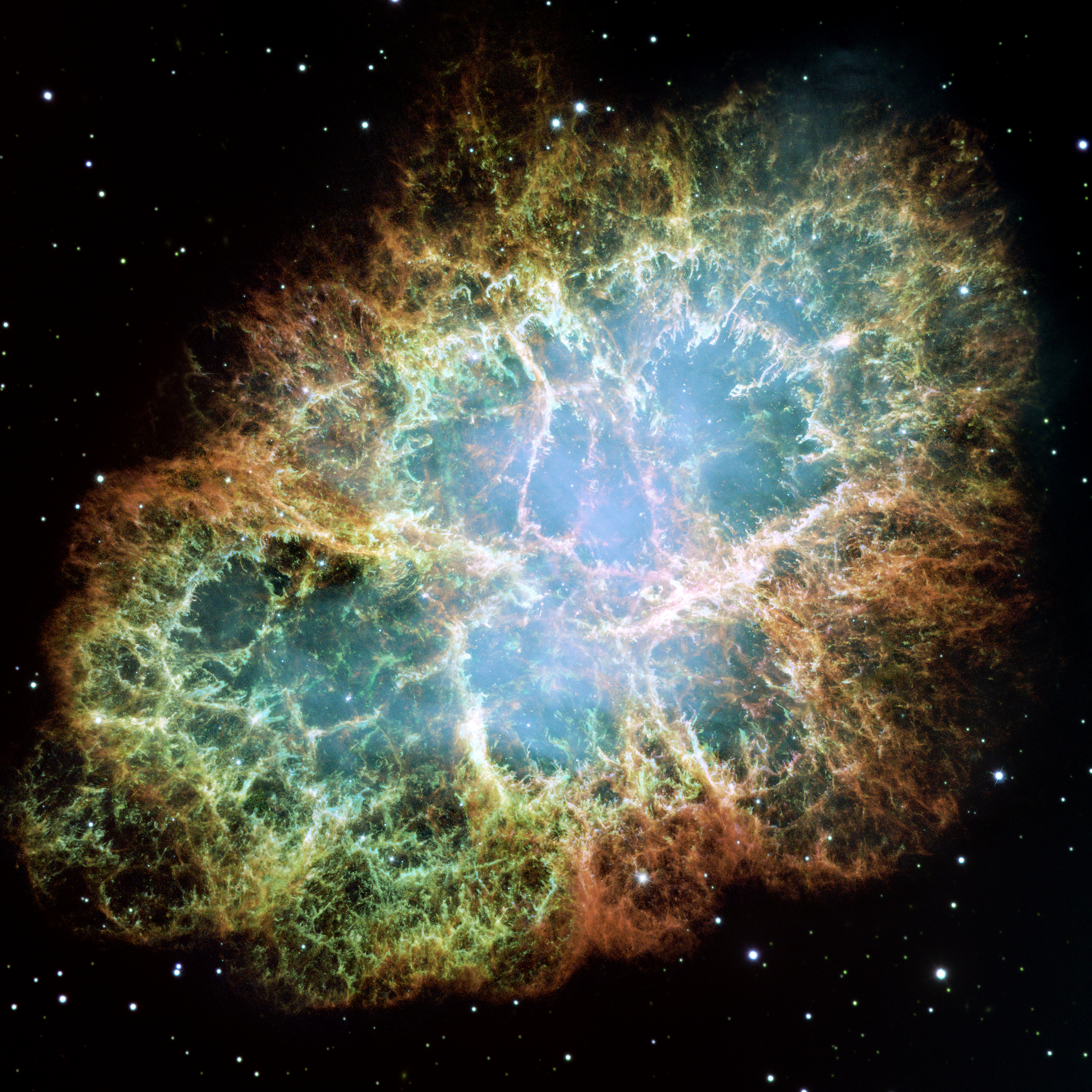
La Nebulosa Granchio è la nebulosa associata alla supernova SN 1054.

L'interesse di Ipparco di Nicea per le stelle fisse potrebbe essere stato ispirato dall'osservazione di una supernova, almeno secondo quanto riferisce Plinio il Vecchio. La prima testimonianza scritta di una supernova riguarda SN 185, che fu osservata dagli astronomi cinesi nel 185 d.C. La supernova più brillante di cui si abbia notizia è SN 1006, che fu dettagliatamente descritta da astronomi cinesi e islamici. La supernova SN 1054, anch'essa minuziosamente osservata, risultò nella Nebulosa Granchio. Le supernove SN 1572 e SN 1604, le ultime a essere state osservate nella Via Lattea, ebbero un notevole impatto sullo sviluppo delle teorie astronomiche in Europa perché esse dimostrarono che l'idea aristotelica che il cielo stellato fosse qualcosa di immutabile non era corretta. Giovanni Keplero iniziò ad osservare SN 1604 il 17 ottobre 1604: era la seconda supernova osservabile durante la sua generazione, dopo che SN 1572 era stata osservata da Tycho Brahe in direzione della costellazione di Cassiopea. Dopo il miglioramento delle tecniche di costruzione dei telescopi, si cominciò ad osservare supernove appartenenti ad altre galassie, a cominciare dal 1885, quando S Andromedae fu osservata nella galassia di Andromeda.
Il nome super-nova fu usato per la prima volta nel 1931 da Walter Baade e Fritz Zwicky durante una conferenza tenuta al Caltech e poi nel 1933 durante un congresso della American Physical Society. Nel 1938 il trattino fu lasciato cadere e il nome moderno cominciò ad essere utilizzato. Poiché le supernove sono eventi relativamente rari, perfino all'interno di una intera galassia (per esempio all'interno della Via Lattea ne occorre uno ogni 30 anni circa), per raccogliere un numero di campioni sufficientemente ampio è necessario monitorare un numero elevato di galassie.
Una supernova non può essere predetta con sufficiente margine di accuratezza. Di solito, quando sono scoperte, l'esplosione è già in corso. Molti degli interessi scientifici che le supernove rivestono - per esempio, come candele standard per la misurazione delle distanze - richiedono che venga osservato il picco di luminosità. È perciò importante cominciare ad osservare la supernova prima che essa raggiunga il picco. Gli astronomi non professionisti, essendo in numero molto maggiore rispetto a quelli professionisti, giocano un ruolo importante nella scoperta precoce delle supernove, soprattutto con l'osservazione di galassie vicine mediante telescopi ottici e mediante il confronto con immagini pregresse.
Verso la fine del novecento gli astronomi hanno cominciato a utilizzare sempre più largamente telescopi con CCD controllati da computer per rilevare le supernove. Anche se questi sistemi sono popolari presso gli astronomi dilettanti, esistono installazioni professionali come il Katzman Automatic Imaging Telescope. Il Supernova Early Warning System (SNEWS) è invece una rete di rilevatori di neutrini progettata per dare un avviso precoce di una supernova nella nostra galassia. I neutrini sono particelle subatomiche che vengono prodotte in modo massiccio durante l'esplosione di una supernova e che, non interagendo in maniera significativa con il mezzo interstellare, arrivano sulla Terra in grande quantità.

### Scoperte scientifiche
Alcuni studi precoci su quella che era allora creduta essere semplicemente una nuova categoria di novae furono condotti negli anni trenta da Walter Baade e Fritz Zwicky presso l'osservatorio di Monte Wilson. Gli astronomi americani Rudolph Minkowski e Fritz Zwicky dal 1941 cominciarono a sviluppare lo schema della moderna classificazione delle supernove. Durante il XX secolo sono stati elaborati modelli per i differenti tipi di supernove osservabili e la comprensione della loro importanza nei processi di formazione stellare sta crescendo.
Negli anni sessanta gli astronomi scoprirono che le esplosioni delle supernove potevano essere utilizzate come candele standard, utilizzabili come indicatrici di distanze astronomiche. In particolare le supernove forniscono importanti informazioni sulle distanze cosmologiche. Alcune delle supernove più distanti osservate recentemente appaiono più deboli di quanto ci si aspetterebbe. Ciò supporta l'ipotesi che l'espansione dell'universo stia accelerando.
Per ricostruire le date in cui sono avvenute le supernove di cui non si hanno testimonianze scritte sono state sviluppate diverse tecniche: la data di Cassiopeia A è stata determinata dalla eco luminosa prodotta dall'esplosione mentre l'età del resto di supernova RX J0852.0-4622 è stata stimata mediante misurazioni relative alla sua temperatura e all'emissione di raggi gamma prodotti dal decadimento del titanio-44. Nel 2009 nei ghiacci antartici sono stati scoperti nitrati il cui deposito è avvenuto in corrispondenza della comparsa di supernove passate.
I programmi di ricerca per le supernove sono di due tipi: i primi sono rivolti a eventi relativamente vicini, i secondi a eventi più lontani. A causa dell'espansione dell'universo la distanza di oggetti remoti può essere conosciuta misurando l'effetto Doppler esibito dal loro spettro (ossia il loro spostamento verso il rosso): in media gli oggetti più distanti recedono a velocità maggiori e quindi hanno un maggiore spostamento verso il rosso. La ricerca quindi si divide fra supernove a grande o piccolo spostamento verso il rosso; la divisione fra queste due classi cade più o meno nella fascia di spostamento compresa fra z = 0,1–0,3.
La ricerca sulle supernove a grande spostamento verso il rosso si concentra solitamente sulla descrizione delle loro curve di luce; esse sono utili come candele standard al fine di fare predizioni di carattere cosmologico. Per l'analisi dello spettro di una supernova è invece più utile rivolgere la propria attenzione alle supernove a piccolo spostamento verso il rosso. Queste ultime risultano importanti anche per descrivere la parte vicina all'origine del diagramma di Hubble, che mette in relazione lo spostamento verso il rosso con la distanza delle galassie visibili.

## Nomenclatura

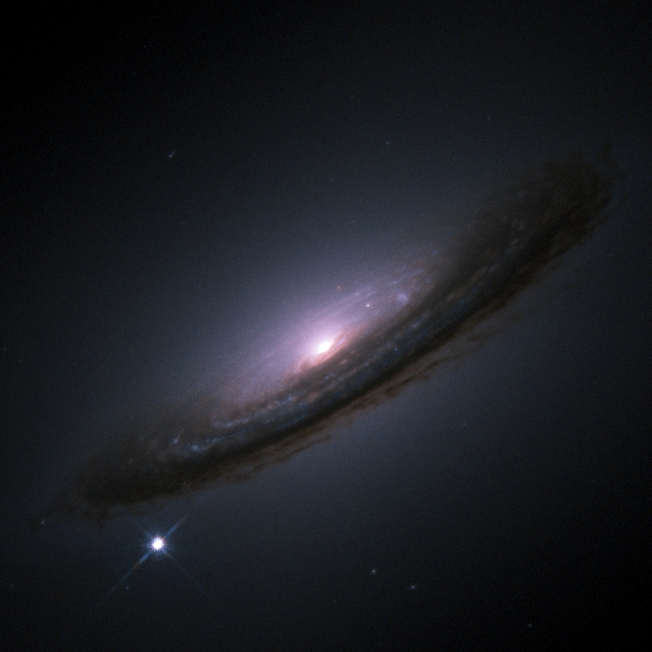
SN 1994D (il punto luminoso in basso a sinistra), una supernova di tipo Ia nella galassia NGC 4526.

La scoperta di una nuova supernova viene comunicata al Central Bureau for Astronomical Telegrams della Unione Astronomica Internazionale che provvede a diffondere una circolare in cui le viene assegnato un nome. Esso è composto dalla sigla SN seguita dall'anno della scoperta e da un suffisso di una o due lettere. Le prime 26 supernove dell'anno ricevono le lettere maiuscole dalla A alla Z; quelle successive sono designate mediante suffissi di due lettere minuscole: aa, ab, e così via. Per esempio, SN 2003C designa la terza supernova annunciata nell'anno 2003. L'ultima supernova del 2012 è stata SN 2012ik, cioè è stata la 245ª ad essere scoperta. Dal 2000 gli astronomi professionisti e dilettanti hanno scoperto centinaia di supernove ogni anno (390 nel 2009, 341 nel 2010, 290 nel 2011).
Le supernove osservate in epoche storiche non hanno suffisso, ma sono seguite solo dall'anno della scoperta: SN 185, SN 1006, SN 1054, SN 1572 (chiamata Nova di Tycho) e SN 1604 (stella di Keplero). Dal 1885 viene aggiunta una lettera alla notazione, anche se è stata osservata una sola supernova in quell'anno (per esempio, SN 1885A, SN 1907A, ecc.). Prima del 1987 raramente erano necessari suffissi di due lettere, ma dal 1988 essi sono sempre stati necessari.

## Classificazione
Le supernove sono state classificate sulla base delle caratteristiche della loro curva di luce e delle linee di assorbimento dei diversi elementi chimici che appaiono nei loro spettri. Una prima divisione viene effettuata sulla base della presenza o dell'assenza delle linee dell'idrogeno. Se lo spettro della supernova presenta tali linee (chiamate serie di Balmer nella porzione visibile dello spettro), essa viene classificata come di Tipo II; altrimenti è di Tipo I. Ognuna di queste due classi è a sua volta suddivisa in base alla presenza di altri elementi chimici o alla forma della curva di luce (cioè del grafico che rappresenta la magnitudine apparente dell'oggetto in funzione del tempo)
| Tipo I Idrogeno non presente | Tipo Ia Presente la linea del silicio ionizzato una volta (Si II) della lunghezza di 615,0 nm durante il picco di luminosità | Tipo Ia Presente la linea del silicio ionizzato una volta (Si II) della lunghezza di 615,0 nm durante il picco di luminosità | Tipo Ia Presente la linea del silicio ionizzato una volta (Si II) della lunghezza di 615,0 nm durante il picco di luminosità | Tipo Ia Presente la linea del silicio ionizzato una volta (Si II) della lunghezza di 615,0 nm durante il picco di luminosità |
| Tipo I Idrogeno non presente | Tipo Ib/c Nessuna linea del silicio o linea molto debole                                                                     | Tipo Ib Presenta la linea dell'elio non ionizzato alla lunghezza d'onda di 587,6 nm                                          | Tipo Ib Presenta la linea dell'elio non ionizzato alla lunghezza d'onda di 587,6 nm                                          | Tipo Ib Presenta la linea dell'elio non ionizzato alla lunghezza d'onda di 587,6 nm                                          |
| Tipo I Idrogeno non presente | Tipo Ib/c Nessuna linea del silicio o linea molto debole                                                                     | Tipo Ic Nessuna linea dell'elio o molto debole                                                                               | | |
| Tipo II Idrogeno presente    | Tipo II-P/L/N Tipo II per tutta la durata dell'evento                                                                        | Tipo II-P/L Linee dell'idrogeno allargate                                                                                    | Tipo II-P/L Linee dell'idrogeno allargate                                                                                    | Tipo II-P La curva di luce mostra un caratteristico appiattimento                                                            |
| Tipo II Idrogeno presente    | Tipo II-P/L/N Tipo II per tutta la durata dell'evento                                                                        | Tipo II-P/L Linee dell'idrogeno allargate                                                                                    | Tipo II-P/L Linee dell'idrogeno allargate                                                                                    | Tipo II-L Mostrano un declino costante di luminosità                                                                         |
| Tipo II Idrogeno presente    | Tipo II-P/L/N Tipo II per tutta la durata dell'evento                                                                        | Tipo IIn Linee sottili dell'idrogeno                                                                                         | | |
| Tipo II Idrogeno presente    | Tipo IIb Lo spettro cambia e diventa di Tipo Ib                                                                              | | | |

### Tipo I
Le supernove di Tipo I sono suddivise in base ai loro spettri: le supernove di tipo I-A mostrano le linee di assorbimento del silicio nei loro spettri, quelle di tipo I-B e I-C no. Le supernove di Tipo I-B esibiscono evidenti linee dell'elio neutro, contrariamente a quelle Tipo I-C. Le curve di luce sono simili, sebbene quelle di tipo I-A siano più luminose al loro picco. In ogni caso, la curva di luce non viene considerata un fattore importante nella classificazione delle supernove di tipo I.

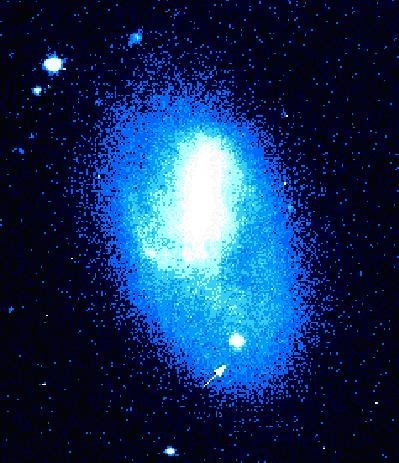
La supernova atipicamente subluminosa di Tipo II SN 1997D

Un piccolo numero di supernove di Tipo I-A mostra caratteristiche non comuni come luminosità differenti da quelle delle altre supernove della loro classe o curve di luce allungate. Di solito, ci si riferisce a queste supernove collegandole al primo esemplare che ha manifestato delle anomalie. Per esempio, la supernova SN 2008ha, meno luminosa del normale, è classificata come di tipo SN 2002cx, dato che quest'ultima supernova è stata la prima, fra quelle osservate, a presentare queste caratteristiche.

### Tipo II
Anche le supernove di Tipo II possono essere suddivise in ragione dei loro spettri. La maggior parte di esse, infatti, mostra linee di emissione dell'idrogeno molto allargate, indicanti velocità di espansione molto elevate, dell'ordine di migliaia di chilometri al secondo; alcune, invece, come SN 2005gl, possiedono spettri aventi linee dell'idrogeno sottili e vengono chiamate supernove di Tipo IIn, dove n abbrevia la parola inglese narrow, che significa "stretto".

Le curve di luce caratteristiche delle supernove di tipo II-P e II-L

Quelle che hanno linee dell'idrogeno allargate sono a loro volta suddivise sulla base della loro curva di luce. Quelle di tipo più comune hanno un caratteristico appiattimento della curva, poco dopo il picco; ciò sta a indicare che la loro luminosità resta quasi invariata per alcuni mesi prima di declinare definitivamente. Queste supernove sono designate con la sigla II-P, dove P abbrevia la parola plateau, che significa "altopiano". Meno comunemente le supernove con linee dell'idrogeno allargate mostrano un costante declino della luminosità dopo il picco. Esse sono designate con la sigla II-L, dove L abbrevia la parola linear, sebbene la curva di luce non sia in realtà una linea retta.
Una piccola porzione delle supernove di Tipo II, come SN 1987K e SN 1993J, può cambiare il proprio tipo: esse mostrano, cioè, inizialmente linee dell'idrogeno, ma dopo qualche settimana o mese il loro spettro è dominato dall'elio. Il termine Tipo IIb viene utilizzato per designare queste supernove dato che esse combinano caratteristiche proprie delle supernove di Tipo II e di quelle di Tipo Ib.
Alcune supernove, non riconducibili a nessuna delle classi precedenti, vengono designate con la sigla pec, abbreviazione di peculiar, che significa "strano", "insolito".

## Modelli scientifici
La nomenclatura descritta sopra ha carattere solo tassonomico e descrive solo proprietà della luce emessa dalle supernove, non le loro cause. Ad esempio, le supernove di tipo I hanno progenitori differenti: quelle di tipo Ia sono prodotte dall'accrescimento di materiale su una nana bianca, mentre quelle di tipo Ib/c sono prodotte dal collasso del nucleo di massicce stelle di Wolf-Rayet. I paragrafi seguenti descrivono i modelli scientifici delle più plausibili cause di una supernova.

### Runaway termico

Formazione di supernova di Tipo I-A

Una nana bianca può ricevere materiale da una compagna mediante accrescimento o mediante fusione delle due componenti. La quantità di materiale ricevuto può essere tale da innalzare la temperatura del suo nucleo fino al punto di fusione del carbonio. A questo punto si innesca un runaway termico che disgrega completamente la nana bianca. Nella maggior parte dei casi il processo avviene mediante il lento accrescimento della nana bianca da parte di materiale costituito per lo più da idrogeno e in minima parte da elio. Siccome il punto di fusione è raggiunto da stelle aventi una massa quasi identica e una composizione chimica molto simile, le supernove di tipo Ia hanno proprietà molto simili e vengono utilizzate come candele standard per misurare distanze intergalattiche. È tuttavia spesso richiesto un qualche tipo di correzione che tenga conto delle anomalie nello spettro dovute al grande spostamento verso il rosso delle supernove più distanti o delle piccole variazioni di luminosità identificabili dalla forma della curva di luce o dallo spettro.

#### Tipo Ia standard
Ci sono diversi modi in cui una supernova di questo tipo può formarsi, ma essi condividono il medesimo meccanismo di base. Se una nana bianca al carbonio-ossigeno accresce sufficiente materiale da raggiungere il limite di Chandrasekhar di 1,44 M☉, così da non essere più in grado mantenere il suo equilibrio termodinamico mediante la pressione degli elettroni degeneri, essa comincerà a collassare. Tuttavia le teorie attuali sostengono che in realtà il limite non viene mai raggiunto nei casi standard: il nucleo, infatti, giunge a condizioni di temperatura e densità sufficienti a innescare la detonazione del carbonio quando viene raggiunto il 99% del limite di Chandrasekhar e pertanto prima che il collasso abbia inizio. In pochi secondi, una frazione sostanziale della materia che costituisce la nana bianca viene fusa, liberando abbastanza energia (1–2 × 1044 joule) da disgregare la stella in una supernova. Viene prodotta un'onda d'urto che si propaga a velocità dell'ordine di 5.000–20.000 km/s, circa il 3% della velocità della luce. Inoltre la luminosità della stella aumenta enormemente, raggiungendo la magnitudine assoluta −19,3 (5 miliardi di volte la luminosità del Sole), con piccole variazioni da una supernova all'altra. Ciò permette di utilizzare queste supernove come candele standard secondarie per misurare le distanze intergalattiche.
Il modello per la formazione di questa categoria di supernove prevede un sistema binario stretto in cui la più la massiccia delle due componenti si sia evoluta fuoriuscendo dalla sequenza principale e diventando una gigante. Ciò comporta che le due stelle condividano lo stesso inviluppo di gas, con un conseguente decadimento dell'orbita. La stella gigante perde a questo punto la maggior parte dei suoi strati superficiali, il che lascia scoperto il suo nucleo, composto principalmente di carbonio e ossigeno. La stella si è così trasformata in una nana bianca. L'altra stella in un secondo momento evolve anch'essa diventando a sua volta una stella gigante. Data la vicinanza fra le due componenti, parte del gas della gigante viene trasferito alla nana bianca, incrementando la sua massa. Sebbene questo modello generale sia ampiamente accettato, i dettagli esatti circa l'innesco del carbonio e circa gli elementi pesanti prodotti nell'esplosione non sono ancora chiari.
Le supernove di Tipo Ia seguono una caratteristica curva di luce - il grafico che mostra la luminosità in funzione del tempo - dopo l'esplosione. La luminosità viene prodotta dal decadimento radioattivo del nichel-56 in cobalto-56 e di questo in ferro-56.

#### Tipo Ia non standard
Un altro modello per la formazione delle supernove di Tipo Ia è costituito dalla fusione di due nane bianche, la cui massa combinata supera il limite di Chandrasekhar. Le esplosioni prodotte da questo meccanismo di formazione sono molto differenti fra loro e in alcuni casi esso non conduce nemmeno alla formazione di una supernova, ma si assume che, quando una supernova viene prodotta, essa sia meno luminosa ma abbia una curva di luce più allungata rispetto alle supernove di Tipo Ia causate dal meccanismo standard.
Supernove di Tipo Ia eccezionalmente luminose possono verificarsi quando la nana bianca ha una massa superiore al limite di Chandrasekhar. Quando ciò si verifica l'esplosione è asimmetrica ma il materiale espulso ha una energia cinetica minore.
Non esiste alcuna classificazione formale per le supernove di Tipo Ia non standard.

### Collasso del nucleo

Schema degli "strati a cipolla" di una stella massiccia nelle ultime fasi di vita. (Non in scala).

Le stelle aventi una massa iniziale almeno nove volte quella del Sole evolvono in modo complesso, fondendo progressivamente elementi sempre più pesanti a temperature sempre più elevate nei loro nuclei. La stella sviluppa una serie di gusci sovrapposti diventando simile a una cipolla, dove gli elementi più pesanti si accumulano negli strati più interni. Il nucleo interno di queste stelle può collassare quando i processi di fusione nucleare diventano insufficienti a compensare la forza di gravità: questa è la causa di tutti i tipi di supernova eccetto quello Ia. Il collasso può causare la violenta espulsione degli strati superficiali della stella e quindi innescare una supernova oppure il rilascio di energia potenziale gravitazionale può essere insufficiente e la stella può diventare una stella di neutroni o un buco nero con modesto irraggiamento di energia.
Il collasso del nucleo può avvenire attraverso meccanismi differenti: superamento del limite di Chandrasekhar, cattura elettronica, instabilità di coppia o fotodisintegrazione. Quando una stella massiccia arriva a sintetizzare un nucleo di ferro con massa superiore al limite di Chandrasekhar, la pressione degli elettroni degeneri non è più in grado di contrastare la forza di gravità e il nucleo collassa in una stella di neutroni o in un buco nero. La cattura di un elettrone da parte del magnesio in un nucleo degenere composto da ossigeno, neon e magnesio causa un collasso gravitazionale con conseguente fusione dell'ossigeno e risultati finali simili. La produzione di coppia di un elettrone e un positrone in seguito alle collisioni tra i nuclei atomici e i raggi gamma determina una riduzione della pressione termica all'interno del nucleo con conseguente caduta di pressione e parziale collasso seguito dall'innesco di un imponente runaway termonucleare che smembra completamente la stella. Un nucleo stellare sufficientemente massiccio e caldo può generare raggi gamma talmente energetici da innescare processi di fotodisintegrazione, cioè la scomposizione di nuclei atomici pesanti in nuclei più leggeri, con conseguente collasso della stella.

#### Residui

Il grafico illustra i diversi destini finali delle stelle massicce in funzione della loro massa iniziale (in ascissa) e della loro metallicità (in ordinata). La linea rossa separa le condizioni in cui la stella mantiene un guscio di idrogeno da quelle in cui esso viene completamente perduto. La regione in cui le stelle formano direttamente un buco nero è interrotta dalla striscia delle supernove a instabilità di coppia, che non lasciano alcun residuo. Le stelle con massa inferiore a ~9 M_{☉}, nella parte sinistra del grafico, non collassano, ma formano nane bianche.

Le modalità con cui il nucleo collassa, il tipo di supernova prodotto e la natura del resto di supernova dipendono essenzialmente da due fattori: la massa iniziale della stella e la sua metallicità. Quest'ultima determina infatti la perdita di massa che la stella subirà durante la sua esistenza a causa del vento stellare: le stelle a bassa metallicità subiscono minori perdite di massa e quindi hanno nuclei di elio e inviluppi di idrogeno più massicci al termine della loro esistenza. Si ritiene che le stelle aventi una massa iniziale inferiore a ~9 M☉ non abbiano massa sufficiente perché il loro nucleo collassi al termine della loro esistenza e quindi sono destinate a diventare delle nane bianche. Le stelle aventi una massa iniziale di ~9-10 M☉ sviluppano un nucleo degenere di ossigeno e neon, che può o collassare in una stella di neutroni per cattura elettronica o diventare una nana bianca all'ossigeno-neon-magnesio. Sopra le 10 M☉ iniziali il collasso del nucleo è invece l'unica alternativa. Gli esiti possibili di questo collasso sono tre: o una stella di neutroni o una stella di neutroni seguita da un buco nero o, direttamente, un buco nero. Quale di queste possibilità si realizza è determinato dalla massa della stella al termine della sua esistenza: quanto più massiccia era inizialmente la stella e quanto meno massa ha perduto nel corso della sua evoluzione, tanto più massiccia essa sarà al termine della sua esistenza. Le stelle aventi una grande massa al momento del collasso formeranno direttamente un buco nero, mentre quelle aventi minore massa lo formeranno solo dopo essere passate per lo stadio di stelle di neutroni, fino a giungere alle stelle che non producono affatto un buco nero, ma solo una stella di neutroni.
Per quanto riguarda le stelle a bassissima metallicità, quelle aventi una massa alla ZAMS compresa fra 10 e 140 M☉ collassano perché sviluppano al termine della loro esistenza un nucleo di ferro la cui massa supera il limite di Chandrasekhar. Tuttavia il collasso ha esiti differenti a seconda della massa iniziale della stella. Le stelle con massa compresa fra 10 e 25 M☉ terminano la loro esistenza come stelle di neutroni, quelle aventi una massa compresa fra 25 e 40 M☉ danno vita a buchi neri solo dopo essere diventate stelle di neutroni, mentre quelle con massa compresa fra 40 e 140 M☉ collassano direttamente in buchi neri.
Le stelle a bassissima metallicità con massa alla ZAMS superiore a 140 M☉ sviluppano invece nuclei di elio estremamente massicci (~65 M☉), all'interno dei quali la radiazione gamma è talmente intensa da dare vita a instabilità di coppia e da causare l'esplosione della stella senza lasciare alcun residuo. Per le stelle con massa ancora superiore (≥260 M☉), il meccanismo che interviene negli ultimi stadi della esistenza della stella è quello della fotodisintegrazione, che produce direttamente buchi neri molto massicci (≥100 M☉).
Quanto più la metallicità iniziale è elevata, tanto più la stella perde massa nel corso della sua esistenza. Una stella molto massiccia alla ZAMS (≥260 M☉), per esempio, se presenta un certo livello di metallicità, perderà massa sufficiente da non produrre più meccanismi di fotodisintegrazione, ma terminerà la sua esistenza come una supernova a instabilità di coppia. A metallicità più elevate essa non svilupperà un nucleo sufficientemente massiccio da produrre instabilità di coppia, ma collasserà in un buco nero. A metallicità di poco inferiori a quella del Sole, essa produrrà un buco nero solo dopo essere passata per lo stadio di stella di neutroni. Infine a metallicità superiori a quella del Sole perderà un quantitativo di massa sufficiente da non produrre più un buco nero, ma da collassare in una stella di neutroni.

#### Tipi di supernove

All'interno di una stella massiccia ed evoluta, (a) la fusione all'interno dei vari strati a forma di cipolla dà origine a un nucleo di ferro (b) che, quando raggiunge il limite di Chandrasekhar, inizia a collassare. La parte più interna del nucleo è compressa in una nascente stella di neutroni, (c) causando un'onda d'urto di "rimbalzo" (d) che si propaga verso l'esterno (rosso). Lo shock inizia ad arrestarsi (e), ma è rinvigorito dalla propagazione dei neutrini provenienti dalla caldissima stella di neutroni centrale. Il materiale circostante è espulso (f), lasciando degenere solo il nucleo.

Quando nel nucleo di una stella massiccia la forza di gravità non è controbilanciata in modo sufficiente, esso collassa su se stesso a velocità che possono raggiungere i 70.000 km/s (0,23c); ciò innalza rapidamente la temperatura e la densità del nucleo producendo fenomeni di fotodisintegrazione, decadimento beta e cattura elettronica, che causano un rilascio di ingenti quantità di neutrini elettronici. Tuttavia, quando la densità diventa molto elevata, l'emissione di neutrini si interrompe, perché questi rimangono intrappolati nel nucleo. Quando il nucleo interno raggiunge il diametro di circa 30 km e una densità paragonabile a quella dei nuclei atomici, i neutroni degeneri cercano di fermare il collasso. Se la massa del nucleo di elio è superiore a 15 M☉ la pressione dei neutroni degeneri è insufficiente a fermare il collasso e si forma direttamente un buco nero senza alcuna esplosione di una supernova. Tuttavia, in alcuni casi, la materia della stella che non ha partecipato alla formazione del buco nero continua a precipitare attratta da esso e (nel caso in cui la stella progenitrice abbia posseduto una grande velocità di rotazione) inizia a ruotargli attorno turbinosamente andando a costituire un disco di accrescimento di elevata densità. Quando il materiale del disco cade nel buco nero si originano due getti lungo l'asse di rotazione (direzione di densità minore), verso i poli della stella ad una velocità prossima a quella della luce, originando un'onda d'urto relativistica. Se la stella non è avvolta da una spessa nuvola di idrogeno diffuso, questo materiale erutta dalla superficie stellare. Una volta raggiunta la superficie, l'onda d'urto erompe nello spazio, dove la maggior parte della sua energia è rilasciata nella forma di raggi gamma. Questo meccanismo è probabilmente all'origine dei gamma ray burst.
Se il nucleo di elio della stella morente è compreso fra 8 e 15 M☉, il nucleo interno di neutroni degeneri riesce temporaneamente a fermare il collasso: il "rimbalzo" prodotto da questo arresto produce una onda d'urto che comincia ad innescare una supernova. Tuttavia, una quantità di materiale proveniente dal guscio esterno ricade sulla stella di neutroni e ciò produce un collasso in un buco nero. La ricaduta del materiale nel buco nero riduce l'energia cinetica dell'esplosione e la massa del materiale radioattivo espulso, dando vita a supernove di modesta luminosità; tuttavia, come per le stelle con nucleo più massiccio, la ricaduta del materiale può produrre getti relativistici e raggi gamma molto luminosi.
Infine, se il nucleo di elio è inferiore alle 8 M☉, il nucleo interno di neutroni degeneri riesce a fermare il collasso. Esso ha inizialmente una temperatura di circa 100 miliardi K, 6000 volte la temperatura del nucleo del Sole. L'improvviso arresto del collasso produce un'onda d'urto in senso contrario che investe gli strati immediatamente sovrastanti la nascente stella di neutroni. Tuttavia, tale onda d'urto non è, secondo molti studiosi, la causa ultima della supernova, perché nella maggior parte dei casi essa si arresta nell'arco di pochi millisecondi e la sua energia viene dispersa nella dissociazione di elementi pesanti. L'innesco dell'esplosione viene invece prodotto dal raffreddamento della proto-stella di neutroni che disperde la propria energia mediante la formazione di coppie neutrino-antineutrino di tutti i sapori. I neutrini prodotti dal raffreddamento della protostella di neutroni sono in quantità molto maggiore di quelli prodotti dal processo di cattura elettronica all'interno del nucleo stellare, mediante il quale i protoni divengono neutroni. L'energia trasferita mediante la produzione di neutrini ammonta a circa 1046 joules, corrispondenti ad approssimativamente il 10% della massa rimanente della stella. Gli strati immediatamente superiori al nucleo stellare assorbono una piccola percentuale dell'energia dei neutrini prodotti (circa 1044 joules, ossia 1 foe) e ciò riattiva l'onda d'urto producendo l'esplosione. L'intero processo, dall'inizio del collasso all'esplosione, dura circa 10 secondi. Sebbene quella descritta sia la teoria maggiormente accettata circa l'esatto meccanismo che produce l'esplosione, essa non è l'unica.

Tipi di supernove prodotte in funzione della massa iniziale della stella e della sua metallicità. L'area blu è dominata dalle supernove di Tipo II-P, che si producono quando la stella ha conservato un guscio di idrogeno superiore a 2 M_{☉}; quando la stella progenitrice è massiccia, esse possono apparire deboli in quanto si forma un buco nero "di rimbalzo" che ne diminuisce la luminosità. Le supernove di Tipo II-L o IIb si producono quando il guscio di idrogeno è particolarmente sottile (<2 M_{☉}), cioè nella zona vicino alla linea rossa. Le supernove di Tipo Ib/c si producono quando lo strato di idrogeno è andato completamente perduto e possono apparire anch'esse deboli se si forma un buco nero di rimbalzo, come nel caso delle SN di Tipo II-P. Nelle regioni in cui si forma un nucleo nero diretto non si ha la produzione di supernove, sebbene possano crearsi dei gamma ray burst. Una eccezione è rappresentata dalle supernove a instabilità di coppia che si dividono in quelle che non lasciano nessun residuo e in quelle che precedono il collasso in un buco nero.

Il tipo di supernova prodotto dipende dall'evoluzione a cui la stella è andata incontro. Se essa non ha subito perdite di massa eccessive a causa del vento stellare ed ha conservato un involucro di idrogeno superiore a 2 M☉, si produce una supernova di Tipo II-P; se l'involucro di idrogeno è invece inferiore a 2 M☉, si manifesterà una supernova di Tipo II-L o, nel caso l'involucro sia particolarmente sottile, di Tipo Ib. Infine, se l'involucro di idrogeno è stato completamente perduto a causa del vento stellare, allora si avrà una supernova di Tipo Ib o Ic. Le supernove di Tipo Ib sono più comuni di quelle Ic e discendono da stelle di Wolf-Rayet di tipo WC, che hanno ancora dell'elio nelle loro atmosfere. In un piccolo numero di casi l'evoluzione porta la stella a perdere anche il proprio strato di elio e a diventare una Wolf-Rayet di tipo WO prima di esplodere in una supernova di Tipo Ic. La quantità di idrogeno residuo al termine dell'esistenza della stella dipende soprattutto dalla sua massa iniziale e dalla sua metallicità: quanto maggiore è la massa iniziale dell'astro e quanto maggiore è la sua metallicità, tanto maggiore sarà intensità del vento stellare e la conseguente probabilità che l'inviluppo di idrogeno sia sottile o addirittura inesistente.
Le supernove di Tipo IIn sono prodotte da tipi di stelle progenitrici diverse, forse a volte anche da nane bianche, sebbene sembri che il più delle volte siano causate dal collasso del nucleo di ferro di stelle supergiganti o ipergiganti, tra cui anche le variabili LBV. Le linee spettrali sottili da cui prendono il nome derivano dal fatto che la supernova si espande in una densa nube di materiale circumstellare.
Una eccezione al quadro delineato sopra è rappresentata dalle stelle aventi una bassa metallicità e massa iniziale compresa fra 140 e 260 M☉, che benché sviluppino nuclei molto massicci, non collassano in buchi neri come invece accade alle stelle più massicce e a quelle meno massicce. Come si è detto, queste stelle, infatti, vengono completamente disgregate da una esplosione che segue il collasso del nucleo innescato dall'instabilità di coppia. Quando il nucleo di elio di queste stelle raggiunge 40-60 M☉, l'instabilità di coppia fa iniziare il collasso, che tuttavia può essere momentaneamente arrestato all'innesco della fusione dell'ossigeno. Tuttavia quando la massa del nucleo raggiunge le 60-130 M☉, la fusione dell'ossigeno e degli elementi più pesanti è talmente energetica da disgregare l'intera stella, causando una supernova. Per le stelle con i nuclei vicini a 130 M☉ la supernova può essere straordinariamente luminosa e durare molto a lungo a causa della sintetizzazione di circa 40 M☉ di Ni56 radioattivo durante l'esplosione.

### Energia prodotta

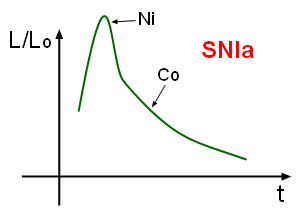
Il decadimento radioattivo del nickel-56 e del cobalto-56 che produce la luce visibile nelle supernove.

Benché le supernove siano conosciute in primo luogo come eventi molto luminosi, la radiazione elettromagnetica è solo un effetto secondario dell'esplosione. Soprattutto nel caso di supernove derivanti dal collasso del nucleo, la radiazione elettromagnetica emessa rappresenta solo una piccola frazione dell'energia totale dell'evento.
Ci sono significative differenze nel bilancio dell'energia prodotta dai diversi tipi di supernove. Nelle supernove di Tipo Ia, la maggior parte dell'energia è convogliata nella nucleosintesi di elementi pesanti e nell'accelerazione del materiale espulso. Invece nelle supernove in cui il nucleo collassa la maggior parte dell'energia è convogliata nell'emissione di neutrini e, sebbene parte di essi forniscano energia per l'esplosione, più del 99% di essi viene espulso dalla stella nei minuti che seguono il collasso.
Le supernove di Tipo Ia ricavano la propria energia dalla fusione del carbonio e dell'ossigeno presenti nella nana bianca. I dettagli non sono ancora stati modellati, ma il risultato è l'espulsione dell'intera massa della stella originaria a velocità molto elevate. Fra la massa espulsa, circa 0,5 M☉ sono costituiti da nichel-56, generato dalla fusione del silicio. Il nichel-56 è radioattivo con una emivita di sei giorni; tramite il decadimento beta più esso genera il cobalto-56, emettendo raggi gamma. Il cobalto-56 decade a sua volta nello stabile Fe-56 con una emivita di 77 giorni. Questi due processi sono responsabili delle emissioni elettromagnetiche nelle supernove di Tipo Ia e, in combinazione con la via via maggiore trasparenza del materiale espulso, sono alla base del rapido declino della curva di luce caratteristica di questo tipo di supernove.
Le supernove derivanti dal collasso del nucleo sono generalmente meno luminose delle supernove di Tipo Ia, ma l'energia totale rilasciata è maggiore. Essa deriva inizialmente dall'energia potenziale gravitazionale che viene rilasciata dal materiale che collassa nel nucleo sotto forma di neutrini elettronici derivanti dalla disintegrazione dei nuclei atomici; in seguito, l'energia viene emessa sotto forma di neutrini termici di tutti i sapori derivanti dalla caldissima stella di neutroni appena formata. L'energia cinetica e quella derivante dal decadimento del nichel-56 sono inferiori a quelle rilasciate dalle supernove di Tipo Ia e ciò rende questo tipo di supernove meno luminose, sebbene l'energia derivante dalla ionizzazione dell'idrogeno rimanente, che a volte ammonta a molte masse solari, può contribuire a rallentare il declino della curva di luce e a produrne un caratteristico appiattimento.
| Supernova             | Energia totale media (foe) | Nichel espulso (masse solari) | Energia neutrinica (foe) | Energia cinetica (foe) | Radiazione elettromagnetica (foe) |
| --------------------- | -------------------------- | ----------------------------- | ------------------------ | ---------------------- | --------------------------------- |
| Tipo Ia               | 1,5                        | 0,4 – 0,8                     | 0,1                      | 1,3 – 1,4              | ~0,01                             |
| Collasso del nucleo   | 100                        | (0,01) – 1                    | 100                      | 1                      | 0,001 – 0,01                      |
| Ipernova              | 100                        | ~1                            | 100                      | 1                      | ~0.1                              |
| Instabilità di coppia | 5–100                      | 0,5 – 50                      | bassa?                   | 1–100                  | 0,01 – 0,1                        |

In alcune supernove causate dal collasso del nucleo, il ricadere del materiale espulso nel buco nero appena formato causa dei getti relativistici che si traducono nel trasferimento di una parte considerevole dell'energia al materiale espulso.
Nelle supernove di Tipo IIn l'esplosione avviene all'interno di una densa nube di gas, che circonda la stella, e produce onde d'urto che causano l'efficiente conversione di una grande porzione dell'energia cinetica in radiazione elettromagnetica. Sebbene l'esplosione iniziale sia quella di una normale supernova, questi eventi risultano essere molto luminosi e di lunga durata in quanto non ricavano la propria luminosità esclusivamente dal decadimento radioattivo.
Benché le supernove a instabilità di coppia derivino dal collasso del nucleo e abbiano spettri e luminosità simili a quelle di Tipo IIP, la natura dell'esplosione è più simile a quella di una gigantesca supernova di Tipo Ia con fusione di carbonio, ossigeno e silicio prodotta dal runaway termico. L'energia totale rilasciata da questi eventi è paragonabile a quella degli altri tipi di supernove, ma la produzione di neutrini è stimata essere molto bassa e, di conseguenza, l'energia cinetica ed elettromagnetica rilasciata è molto alta. I nuclei di queste stelle sono molto più grandi di una nana bianca, sicché il nichel prodotto può essere di diversi ordini di grandezza maggiore di quello espulso solitamente con conseguenti luminosità eccezionali.

### Curve di luce

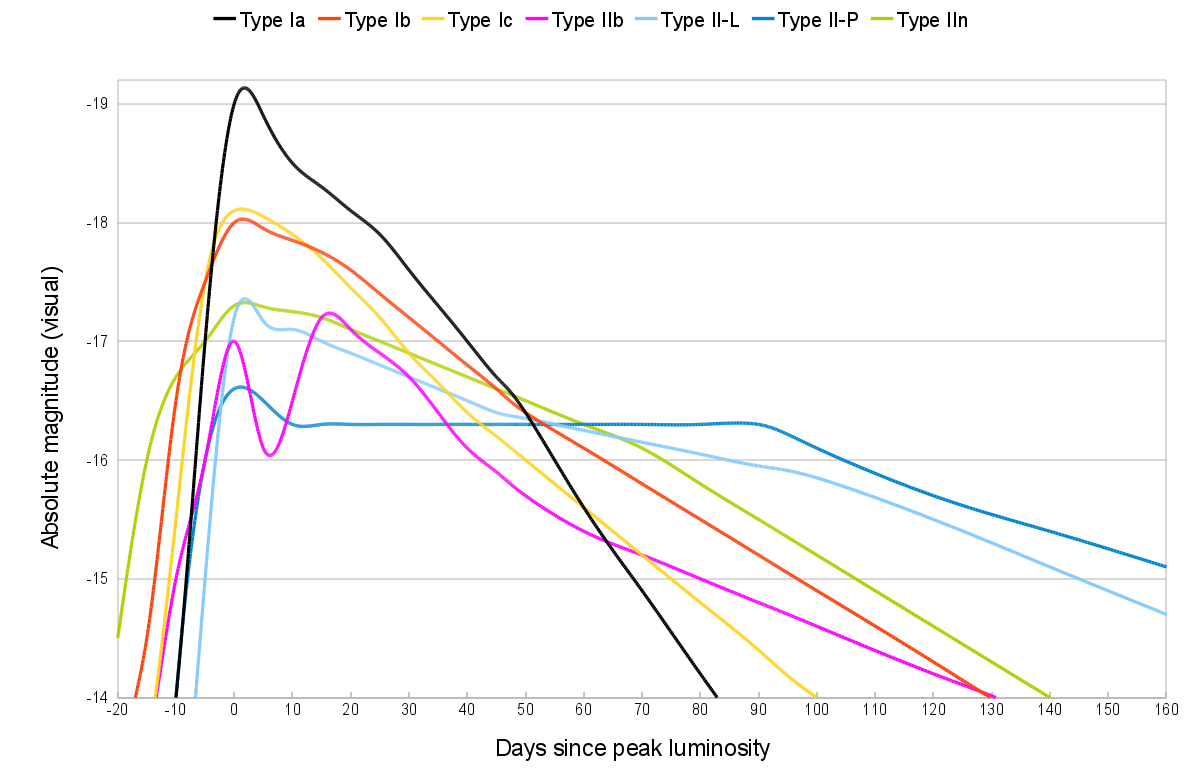
Confronto fra le curve di luce di differenti supernovae

Le curve di luce dei differenti tipi di supernove variano in forma e in ampiezza in funzione dei meccanismi che hanno portato all'esplosione, del modo in cui la radiazione visibile viene prodotta e della trasparenza del materiale espulso. Inoltre le curve di luce differiscono in maniera significativa a seconda della lunghezza d'onda presa in considerazione: per esempio, nella banda dell'ultravioletto e, in generale, delle lunghezze d'onda più corte, si nota un picco estremamente luminoso della durata di poche ore, corrispondente allo shock dell'esplosione iniziale, che è tuttavia pressoché invisibile alle altre lunghezze d'onda.

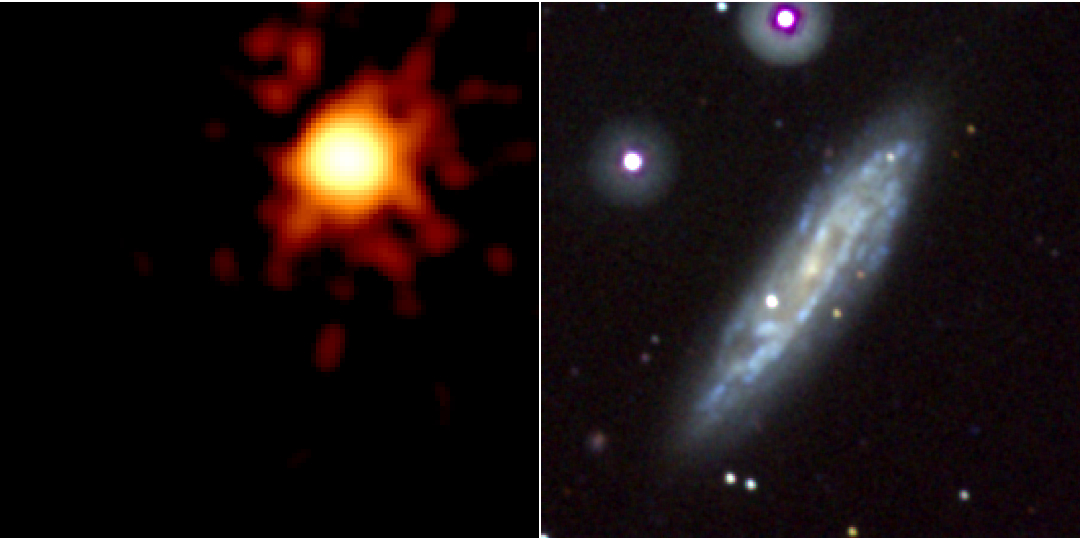
SN 2008D, una supernova di Tipo Ib mostrata ai raggi X (sinistra) e nel visibile (destra, nella parte superiore della galassia)

Le curve di luce delle supernove di Tipo Ia sono per lo più uniformi, con un massimo molto luminoso iniziale e un susseguente rapido declino della luminosità. Come si è detto, l'energia è prodotta dal decadimento radioattivo del nickel-56 e del cobalto-56. Questi radioisotopi, espulsi nell'esplosione, eccitano il materiale che li circonda, facendolo emettere radiazione. Nella fase iniziale la curva di luce declina rapidamente a causa della riduzione della fotosfera e della radiazione emessa. Successivamente la curva di luce continua a declinare nella banda B, sebbene mostri un rallentamento del declino intorno ai 40 giorni dall'esplosione: esso è la manifestazione visibile di un massimo secondario che avviene nella banda dell'infrarosso che si produce quando alcuni elementi pesanti ionizzati si ricombinano emettendo radiazione IR e quando il materiale espulso diviene ad essa trasparente. Poi la curva di luce continua a declinare a un ritmo leggermente superiore a quello del tempo del decadimento radioattivo del cobalto, dato che il materiale espulso si diffonde su volumi più ampi e quindi la conversione dell'energia derivante dal decadimento radioattivo in luce visibile diventa più difficile. Dopo alcuni mesi, la curva di luce modifica la sua forma perché l'emissione di positroni diventa il processo dominante di produzione della radiazione da parte del rimanente cobalto-56, sebbene questa porzione della curva di luce sia stata poco studiata.
Le curva delle supernove di Tipo Ib e Ic sono simili a quelle di Tipo Ia sebbene abbiano un picco di luminosità mediamente inferiore. La luce visibile è anche in questo caso prodotta dal decadimento radioattivo, che viene convertito in radiazione visibile, ma la massa del nickel-56 che risulta dall'esplosione è minore. La curva di luce varia considerevolmente fra un episodio e l'altro e occasionalmente possono presentarsi supernove di Tipo Ib/c di alcuni ordini di grandezza più luminose o meno luminose della media. Le supernova di Tipo Ic più luminose vengono chiamate anche ipernovae e tendono ad avere curve di luce più large, oltre che con picchi maggiori. La fonte dell'energia in eccesso deriva probabilmente da getti relativistici emessi dal materiale che circonda il buco nero appena formato e che possono anche produrre lampi gamma.
Le curve di luce delle supernove di Tipo II sono caratterizzate da un declino molto meno accentuato rispetto a quelle delle supernove di Tipo I. Esse declinano nell'ordine di 0,05 magnitudini al giorno, se si esclude la fase in cui il declino si arresta. La radiazione visibile viene prodotta dall'energia cinetica piuttosto che dal decadimento radioattivo, data l'esistenza di idrogeno nel materiale espulso dalla stella progenitrice. Nella fase iniziale l'idrogeno viene portato ad alte temperature e viene ionizzato. La maggior parte delle supernove di tipo II mostra un prolungato appiattimento della loro curva di luce dovuto alla ricombinazione dell'idrogeno che produce luce visibile. Successivamente, la produzione di energia è dominata dal decadimento radioattivo, sebbene il declino sia più lento rispetto a quello delle supernove di tipo I dato che l'idrogeno permette una più efficiente conversione in luce visibile della radiazione emessa.
Nelle supernove di Tipo II-L l'avvallamento è assente perché la stella progenitrice ha poco idrogeno nella sua atmosfera, sufficiente per apparire nello spettro, ma insufficiente per produrre un rallentamento del declino della luminosità. Le supernove di tipo IIb sono talmente carenti di idrogeno nelle loro atmosfere che le loro curve di luce sono simili a quelle delle supernove di tipo I e l'idrogeno tende perfino a scomparire dai loro spettri dopo poche settimane.
Le supernove di Tipo IIn sono caratterizzate da linee spettrali aggiuntive prodotte dal denso inviluppo di gas che circonda la stella progenitrice. Le loro curve di luce sono generalmente larghe ed estese, a volte molto luminose (nel qual caso vengono classificate come ipernovae). La luminosità è dovuta a una efficiente conversione dell'energia cinetica in radiazione elettromagnetica causata dalla interazione fra il materiale espulso e l'inviluppo di gas. Ciò accade quando l'inviluppo è sufficientemente denso e compatto, il che indica che è stato prodotto dalla stella progenitrice poco prima dell'esplosione.
| Tipo            | Media del massimo (magnitudine assoluta) | Energia liberata (foe) | Giorni prima del picco | Giorni dopo il picco in cui viene raggiunto il 10% della luminosità iniziale |
| --------------- | ---------------------------------------- | ---------------------- | ---------------------- | ---------------------------------------------------------------------------- |
| Ia              | −19                                      | 1                      | circa 19               | circa 60                                                                     |
| Ib/c (debole)   | circa −15                                | 0,1                    | 15–25                  | sconosciuto                                                                  |
| Ib              | circa −17                                | 1                      | 15–25                  | 40–100                                                                       |
| Ic              | circa −16                                | 1                      | 15–25                  | 40–100                                                                       |
| Ic (brillante)  | fino a −22                               | più di 5               | circa 25               | circa 100                                                                    |
| IIb             | circa −17                                | 1                      | circa 20               | circa 100                                                                    |
| II-L            | circa −17                                | 1                      | circa 13               | circa 150                                                                    |
| II-P (debole)   | circa −14                                | 0,1                    | circa 15               | sconosciuto                                                                  |
| II-P            | circa −16                                | 1                      | circa 15               | 50 dopo il plateau                                                           |
| IIn             | circa −17                                | 1                      | 12–30 o più            | 50–150                                                                       |
| IIn (brillante) | fino a −22                               | più di 5               | più di 50              | più di 100                                                                   |

### Asimmetria

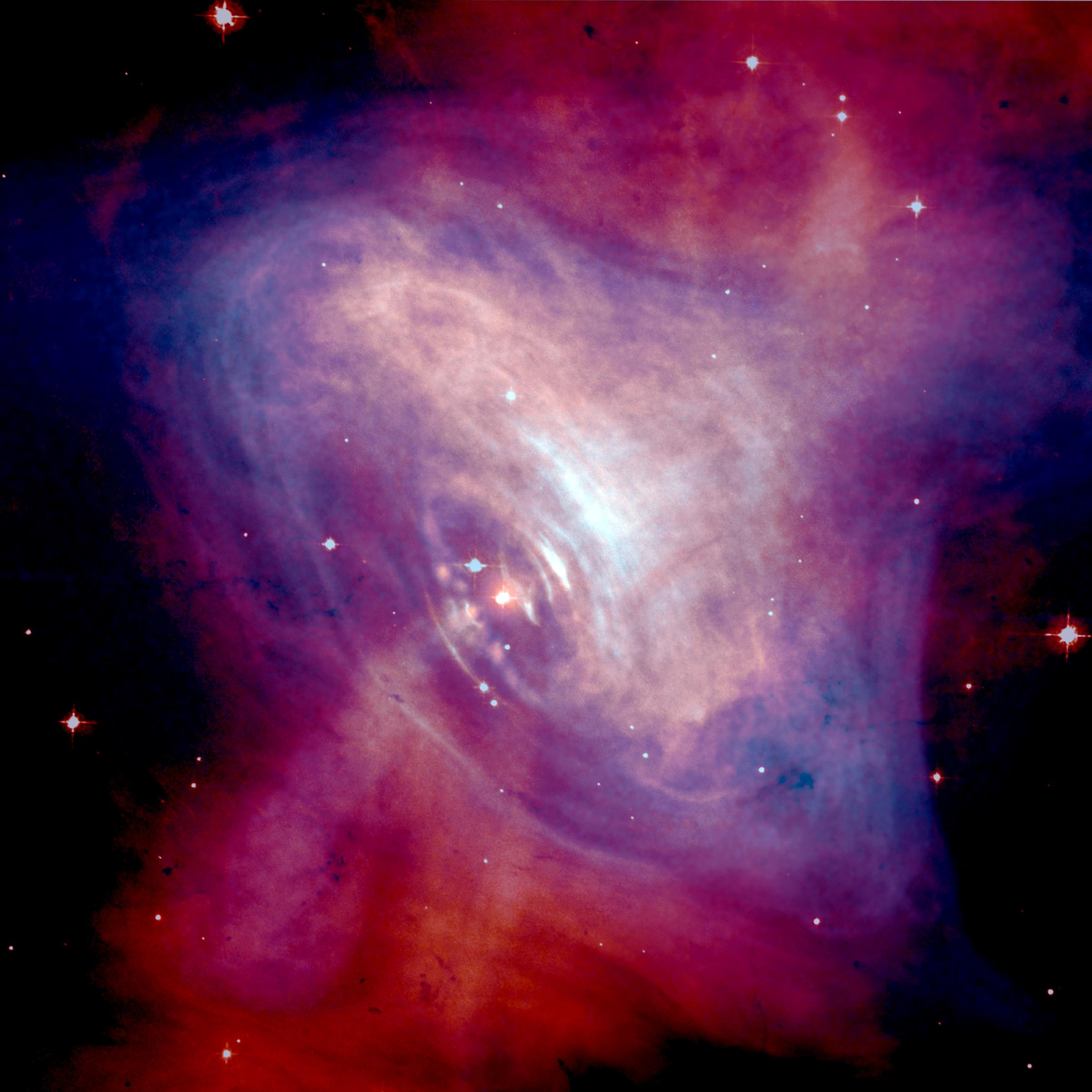
La pulsar della nebulosa Granchio viaggia a 375 km/s rispetto alla nebulosa stessa

Gli scienziati si sono lungamente interrogati sulle ragioni per cui l'oggetto compatto che rimane come resto di una supernova di Tipo II è spesso accelerato ad alte velocità: si è osservato che le stelle di neutroni hanno spesso alte velocità e si presume che anche molti buchi neri le abbiano, sebbene sia difficile osservarli in isolamento. La spinta iniziale deve essere notevole dato che essa accelera un oggetto avente una massa superiore a quella del Sole a una velocità superiore a 500 km/s. Una simile spinta deve essere provocata da una asimmetria nell'esplosione, ma l'esatto meccanismo per cui la quantità di moto viene trasferita all'oggetto compatto non è chiaro. Due delle spiegazioni proposte sono l'esistenza di meccanismi di convezione nella stella che sta per collassare e la produzione di getti durante la formazione della stella di neutroni o del buco nero.
Secondo la prima spiegazione nelle ultime fasi della sua esistenza la stella sviluppa meccanismi di convezione su larga scala negli strati superiori al nucleo. Essi possono causare una distribuzione asimmetrica delle abbondanze di elementi che si traduce in una ineguale produzione di energia durante il collasso e l'esplosione.
Un'altra possibile spiegazione è l'accrescimento di gas intorno alla stella di neutroni appena formata, da cui si dipartono getti ad altissima velocità e che accelerano la stella in direzione opposta. Tali getti potrebbero anche giocare un ruolo nelle prime fasi dell'esplosione stessa.
Asimmetrie iniziali sono state osservate anche nelle prime fasi di supernove di Tipo Ia. Ne segue che la luminosità di questo tipo di supernove dovrebbe dipendere dall'angolo dal quale vengono osservate. Tuttavia, l'esplosione diventa simmetrica con il passaggio del tempo e le asimmetrie iniziali possono essere rilevate misurando la polarizzazione della luce emessa.

## Effetti sull'ambiente interstellare

### Fonti di elementi pesanti
Le supernove ricoprono un ruolo chiave nella sintesi di elementi chimici più pesanti dell'ossigeno. Gli elementi più leggeri del ferro-56 sono prodotti dalla fusione nucleare, mentre quelli più pesanti del ferro-56 sono prodotti tramite nucleosintesi durante l'esplosione della supernova. Anche se non tutti concordano con questa affermazione, le supernove sono probabilmente i luoghi in cui avviene il processo R, un tipo molto rapido di nucleosintesi che avviene in condizioni di alta temperatura e alta densità neutronica. Le reazioni producono nuclei atomici molto instabili e ricchi di neutroni, che decadono rapidamente per decadimento beta.
Il processo R, che avviene nelle supernove di Tipo II, produce circa metà degli elementi più pesanti del ferro presenti nell'universo, compresi l'uranio e il plutonio. L'altro processo che produce elementi più pesanti del ferro è il processo S, che avviene nelle giganti rosse e che arriva a sintetizzare elementi fino al piombo in tempi considerevolmente più lunghi di quelli impiegati dal processo R.

### Ruolo nell'evoluzione stellare
Un resto di supernova consiste in un oggetto compatto e in un guscio di materiale in rapida espansione. Inizialmente, questa nube, espandendosi, trascina con sé il mezzo interstellare circostante. Dopo circa duecento anni, il guscio va gradualmente incontro a una fase di espansione adiabatica, in cui lentamente si raffredda e si mischia con il mezzo interstellare circostante in un periodo di circa 10.000 anni.

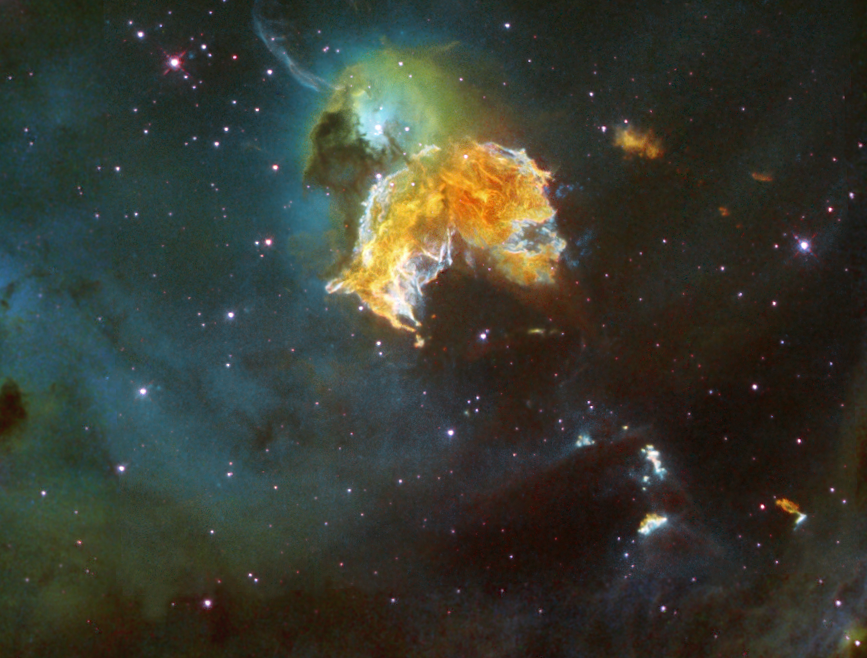
Il resto di supernova N 63A giace in una densa regione di gas e di polvere nella Grande Nube di Magellano.

Il Big Bang ha causato la formazione di idrogeno, elio e tracce di litio; gli altri elementi sono sintetizzati nelle stelle e nelle supernove. Queste ultime arricchiscono il mezzo interstellare di metalli, cioè di elementi più pesanti dell'idrogeno e dell'elio, i quali contaminano le nubi molecolari, dove nuove stelle vengono formate. Ogni generazione stellare ha una composizione leggermente differente, che può andare da una mescolanza di idrogeno ed elio quasi pura a composizioni molto ricche di metalli. Le supernove sono il meccanismo principale per la diffusione di elementi pesanti prodotti per mezzo dei processi di fusione nucleare. Le differenti abbondanze di elementi nel materiale che forma le stelle influiscono in modo rilevante sull'evoluzione stellare e hanno una importanza decisiva per le possibilità di formazione di pianeti orbitanti intorno ad esse.
L'energia cinetica di un resto di supernova in espansione può dare il via a processi di formazione stellare dovuti alla compressione di dense nubi molecolari vicine. Tuttavia l'aumento della turbolenza può anche impedire la formazione di una stella se la nube è incapace di disperdere l'energia cinetica in eccesso.
La presenza nel sistema solare di prodotti di isotopi radioattivi aventi una breve emivita mostra che una supernova vicina ne ha determinato la composizione chimica circa 4,5 miliardi di anni fa e che può perfino avere dato l'avvio alla formazione del sistema stesso. La produzione di elementi pesanti da parte di questa supernova ha reso possibili i processi biochimici alla base della vita sulla Terra.

### Effetti sulla Terra
Una supernova vicina alla Terra (in inglese near-Earth supernova) è una supernova abbastanza vicina alla Terra da avere effetti notevoli sulla biosfera. Supernove particolarmente energetiche possono rientrare in questa categoria anche se distanti fino a 3000 anni luce. I lampi gamma provenienti da una supernova possono indurre reazioni chimiche nell'alta atmosfera terrestre che hanno l'effetto di convertire l'azoto in ossidi di azoto, impoverendo l'ozonosfera abbastanza da esporre la superficie alla radiazione solare e cosmica. Si pensa che ciò sia accaduto in coincidenza della estinzione dell'Ordoviciano-Siluriano, avvenuta circa 450 milioni di anni fa che causò la morte di circa il 60% degli organismi viventi sulla Terra. In uno studio del 1996 si è ipotizzato che tracce di supernove passate potessero essere rilevate sulla Terra mediante la ricerca di determinati isotopi negli strati rocciosi: in particolare, la presenza di ferro-60, riscontrabile nelle rocce dei fondali dell'Oceano Pacifico, sarebbe riconducibile a questi eventi. Nel 2009, un elevato livello di ioni nitrati fu rilevato a una certa profondità nei ghiacci antartici in corrispondenza delle supernove del 1006 e 1054. I raggi gamma provenienti da queste supernove possono avere prodotto ossidi di azoto che sono rimasti intrappolati nei ghiacci.

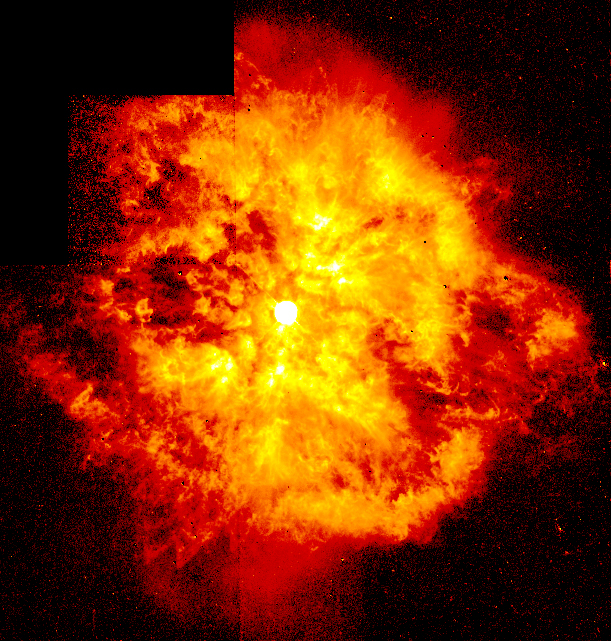
La nebulosa intorno alla stella di Wolf-Rayet WR124, distante 21.000 anni luce.

Le supernove di Tipo I sono considerate quelle potenzialmente più pericolose per la Terra. Poiché derivano da deboli nane bianche, esse possono prodursi in modo impredicibile in sistemi stellari poco studiati. È stata avanzata l'ipotesi che supernove di questo tipo devono essere distanti non più di 1000 parsec (circa 3300 anni luce) per avere effetti sulla Terra. Stime risalenti al 2003 valutano che una supernova di Tipo II dovrebbe avere una distanza minore di 8 parsec (26 anni luce) dalla Terra per distruggerne metà dello strato di ozono.

## Candidati nella Via Lattea
Molte stelle massicce appartenenti alla Via Lattea sono state proposte come possibili progenitrici di supernove nei prossimi milioni di anni. Alcune di esse sono ρ Cassiopeiae, η Carinae, RS Ophiuchi, U Scorpii, VY Canis Majoris, Betelgeuse, Antares e Spica. Anche molte stelle di Wolf–Rayet come γ Velorum, WR 104 e quelle appartenenti all'ammasso Quintupletto sono state indicate come possibili progenitrici di supernove in un futuro relativamente vicino.
La candidata più vicina alla Terra è IK Pegasi (HR 8210), distante circa 150 anni luce. Questa stella binaria stretta è formata da una stella di sequenza principale e da una nana bianca, distanti 31 milioni di km fra loro. La nana bianca ha una massa stimata attuale di 1,15 M☉ e si ritiene che nei prossimi milioni di anni riceverà dalla sua compagna, diventata una gigante rossa, sufficiente materiale da raggiungere la massa critica per innescare l'esplosione di una supernova di Tipo Ia. A quella distanza l'esplosione di una supernova di tipo Ia potrebbe essere pericolosa per la Terra, tuttavia non essendo la principale ancora entrata nello stadio finale della sua evoluzione, ciò avverrà in tempi relativamente lunghi, quando il sistema si sarà considerevolmente allontanato dal Sole.

## Supernove lontane di particolare rilievo
- Astronomi della università di Santa Cruz hanno osservato[130] l'antico bagliore di una rara supernova superluminosa (SLSN) , tra le più lontane mai scoperte[131]. La supernova conosciuta come DES15E2mlf e rilevata a novembre 2015 dalla Dark Energy Survey è stata studiata in follow-up per misurarne spettri e distanza con il telescopio Gemini Sud. L'esplosione, verificatasi circa 3,5 miliardi di anni dopo il Big Bang, avrebbe prodotto una luminosità tre volte maggiore della luminosità totale della Via Lattea.
- iPTF14hls è una supernova esplosa più volte nei tre anni di osservazione, dal 2015 al 2017. È situata in una galassia nana distante circa 509 milioni di anni luce nella costellazione dell'Orsa Maggiore.[132]
- SN2016gkg[133] è una supernova normale di tipo IIb scoperta in NGC 613 il 20 settembre 2016 dall'astronomo (dilettante) argentino Victor Buso[134] intorno alle 05.37 (UT). L'eccezionalità dell'evento sta nel fatto che lo studioso, che stava testando una sua fotocamera collegata ad un telescopio, aveva già ripreso poche ore prima la stessa zona del cielo, ed ha proseguito le osservazioni subito dopo la scoperta offrendo, caso forse finora più unico che raro, rilevazione dei primissimi istanti dell'esplosione, difficilissime da ottenere data la sua intrinseca imprevedibilità.